# Історико-системний метод
Історико-системний метод — один з основних методів історичного дослідження, в якому реалізуються принципи системного підходу. Історико-системний метод направлений на вивчення об'єктів і явищ минулого як цілісних історичних систем: аналіз їх структури і функцій, внутрішніх і зовнішніх зв'язків (морфології), а також динамічних змін (генезис).
Термін «історико-системний метод» увів у науковий обіг І. Д. Ковальченко. Він розглядав його як метод, основу якого становить структурно-функціональний аналіз, доповнений характеристикою розвитку системи з урахуванням її властивостей. Гносеологічний потенціал історико-системного методу не вичерпується тільки описом структурно-функціональних параметрів історичних об'єктів або явищ, він дозволяє перейти від конкретно-історичного знання до теоретичного, до розуміння законів функціонування соціальних систем і їх моделювання. Крім того, в рамках історико-системного методу вирішується завдання співвіднесення моделі з реальними проявами об'єкта і оцінка здатності моделі «передбачати» або «реконструювати» поведінку системи. Особливістю історико-системного методу виступає широке використання нарівні з загальнонауковими методами, заснованими на логічному судженні, методів системного аналізу та математичного моделювання.